# Прапор Магдалинівського району
Пра́пор Магдали́нівського райо́ну затверджений 21 вересня 2004 р. рішенням № 188-23/IV сесії Магдалинівської районної ради.

## Опис
Синє прямокутне полотнище зі співвідношенням сторін 2:3, у верхньому куті від древка — герб району.
Комп'ютерна графіка — В. М. Напиткін, К. М. Богатов.